# Изюмов, Николай Андреевич
Николай Андреевич Изюмов (1920—1944) — Гвардии капитан Рабоче-крестьянской Красной армии, участник Великой Отечественной войны, Герой Советского Союза (1945).

## Биография
Николай Изюмов родился 24 декабря 1920 года в посёлке Симского завода (ныне — город Сим в Ашинском районе Челябинской области). Русский. После окончания восьми классов школы работал хронометристом на Ашинском металлургическом заводе. В 1939 году Изюмов был призван на службу в Рабоче-крестьянскую Красную армию. В 1941 году он окончил Ульяновское танковое училище. С октября того же года — на фронтах Великой Отечественной войны. Принимал участие в боях на Западном, Брянском, Донском, Юго-Западном, 1-м Белорусском фронтах, два раза был ранен. Участвовал в битве за Москву и Сталинградской битве. К июню 1944 года гвардии капитан Николай Изюмов командовал 1-м танковым батальоном 16-й гвардейской танковой бригады 1-го гвардейского танкового корпуса 65-й армии 1-го Белорусского фронта. Отличился во время освобождения Белорусской ССР.
24-28 июня 1944 года батальон Изюмова успешно захватил железнодорожную станцию Мирадино в Бобруйском районе Могилёвской области и перерезал шоссе Бобруйск—Слуцк, лишив противника в Бобруйске возможности отступить. 28 июня с десантом на броне танкисты батальона освободили деревню Щатково. В том бою Изюмов получил ранения в обе ноги, но продолжал сражаться и руководить боем из подбитого танка, пока не был убит. Похоронен в братской могиле в деревне Бояры Бобруйского района Могилёвской области Белоруссии.
Указом Президиума Верховного Совета СССР от 24 марта 1945 года за «проявленные в боях с немецкими захватчиками мужество и героизм» гвардии капитан Николай Изюмов посмертно был удостоен высокого звания Героя Советского Союза. Был также награждён орденами Ленина, Красного Знамени, Отечественной войны 1-й и 2-й степеней, Красной Звезды.
В честь Изюмова названы улица и школа, установлен памятник в Аше, названа улица в Боярах, а деревня Дуриничи Бобруйского района переименована в Изюмово.